# Tyler Hoechlin
Tyler Hoechlin (születési nevén Tyler Lee Hoechlin) (Corona, Kalifornia, 1987. szeptember 11. –) amerikai színész.

## Fiatalkora
Szülei Don és Lori Hoechlin, van két fiútestvére Tanner és Travis és egy lány, Carrie. Félig svéd, félig amerikai. Már 9 éves korában elkezdett színészkedni, de emellett mindig is érdeklődött a sportok iránt, főleg a baseball iránt. A Santiago Gimnáziumban végezte középiskolai tanulmányait.

## Színész karrierje
Filmes karrierjét 1999-ben kezdte, amikor is a Family Tree című filmben megkapta Jeff Jo szerepét. 2001-ben a Train Requestben Billy szerepében volt. Az áttörést 2002-ben az A kárhozat útja hozta meg számára, ahol olyan filmes legendákkal játszott együtt mint Tom Hanks, Stanley Tucci, Jude Law és Daniel Craig. Ezután rengeteg szerepre kapott lehetőséget. Miután felfigyeltek színészi tehetségére, 2003-ban megkapta Martin Brewer szerepét a Hetedik mennyországban, ahol több mint 4 éven keresztül alakított. Itt rengeteg barátságot kötött, főképpen Haylie Duffal.
2004-ben kapott egy jelölést a Teen Choice Awards díjátadón a Legjobb Áttörés szerepért a Hetedik Mennyországban. 2007-ben a CSI: Miami Helyszínelőkben kapott egy kisebb szerepet, ahol Shawn Hodges-t alakította. Szintén ebben az évben szerepet kapott egy thriller-horror filmben, a Grizzly Rage-ben ahol a főszereplőt, Wes Hardingot alakította. Ebben az évben még jelentkezett a Stepheni Mayer Twilight című regénéynek megfilmesítésére, ahol Edward Cullen szerepére pályázott. Benne is volt az utolsók között akik a szerepet kaphatták volna, de Robert Pattinson nyerte meg végül.
2008-ban a Solstice-ban játszott, ahol egy Nick nevű srác bőrébe bújt. 2009-ben a My Boys című sorozatban szerepelt, ahol Owen Scott-ot alakította. Még ebben az évben a Castle című sorozatban is megfordult. 2011-ben az Open Gate című filmben szerepelt, ahol Kalebet alakította. Az Elhajlási engedélyben Christina Applegate-tel és Owen Wilsonnal játszott együtt, ahol Gerry-t alakította, a sportoló főiskolást akibe Grace (Christinia Applegate) beleszeret, de végül faképnél hagy.
Az MTV új sorozatában a Teen Wolfban megkapta az egyik főszereplő és egyben rosszfiú szerepét, Derek Hale-t. A BuddyTV 2011-ben a „Legszexibb Pasik” rovatában Tyler a harmadik helyen végzett. 2012-ben a Melvin Smarty-ban játszott, ahol Ricky Hersey-t jelenítette meg. 2012 végén és 2013 elején Ausztráliában pihente ki az óévet és kezdte az újévet két barátjával/kollégájával, Sinqua Walls-sal és Colton Haynes-sel. 2013-ra jelent meg legújabb filmje, a The Sticks. Jelenleg a Teen Wolf-hoz és új filmjéhez, az Undraftedhez forgat, amely 2014-ben fog megjelenni, és ahol Chace Crawford mellett lesz látható.

## Sport karrierje
Tyler már kiskorában is nagyon sportos fiú volt, már 7 éves korában az amerikai baseball iránt rajongott és játszott, először még csak kezdőn, majd ahogyan nőtt kezdte egyre komolyabban venni. 9 évesen leigazolt a Pan-American csapathoz, Los Angelesben. 2005-ben kapott egy baseball játékos-i ösztöndíjat az Arizona State Egyetemén, ahol tanult és játszott is egy ideig. Ezután átigazolt a Battle Creek Bombers-hez a Northwoods ligába. 2008-ban a UC Irvine Anteaters csapatában játszott, ahol az LSU's Alex Box Stadium-ban ő ütötte ez az utolsót, ezzel hazafutást csinálva. 2008 júniusában a Collegiate Summer csapatnál, a The Maxim Yankees-nél, Kaliforniában, Santa Clarában játszott. Jelenleg is baseballozik, ám már csak akkor ha nem forgat. A Hollywood Knights sztárok által alapított csapatban kosárlabdázik gyakran emellett.

## Magánélete
2004 januárjától márciusáig Tyler Ashlee Simpsonnal randevúzott. 2005-ben Mackenzie Rosmannal volt együtt, akivel a Hetedik mennyország c. sorozatban ismerkedtek össze. A kapcsolat nem tartott túl sokáig, de jó barátok maradtak. 2010 márciusában Rachele Brooke Smith-szel, a Hajrá Csajok: Végső Összecsapás sztárjával tették közzé, hogy együtt vannak. Kapcsolatuk 2012-ben ért véget. 2013 elején kezdett el Tyler Brittany Snow színésznővel randevúzni.

## Filmográfia

### Film
| Év   | Magyar cím                  | Eredeti cím             | Szerep                                | Magyar hang     |
| ---- | --------------------------- | ----------------------- | ------------------------------------- | --------------- |
| 1998 |                             | Disney Sing-Along Songs | Zach                                  |                 |
| 1999 |                             | Family Tree             | Jeff Jo                               |                 |
| 2001 | Kalandexpressz              | Train Quest             | Billy                                 |                 |
| 2002 | A kárhozat útja             | Road to Perdition       | Michael Sullivan Jr.                  | Kékesi Gábor    |
| 2008 | Napforduló                  | Solstice                | Nick                                  |                 |
| 2011 | Elhajlási engedély          | Hall Pass               | Gerry                                 | Láng Balázs     |
| 2011 |                             | Open Gate               | Kaleb                                 |                 |
| 2012 |                             | Melvin Smarty           | Ricky Hershey                         |                 |
| 2016 |                             | Everybody Wants Some!!  | Glen McReynolds                       |                 |
| 2016 |                             | Undrafted               | Jonathan "Dells" Dellamonica          |                 |
| 2017 | Stratton                    | Stratton                | Marty                                 | Papp Dániel     |
| 2018 | Testépítők                  | Bigger                  | Joe Weider                            | Kékesi Gábor    |
| 2018 | Az otthoniak                | The Domestics           | Mark West                             | Kékesi Gábor    |
| 2018 | A szabadság ötven árnyalata | Fifty Shades Freed      | Boyce Fox                             | Makranczi Zalán |
| 2018 | Indulás                     | Then Came You           | Frank Lewis                           | Zöld Csaba      |
| 2019 | Tudsz titkot tartani?       | Can You Keep a Secret?  | Jack Harper                           | Simon Kornél    |
| 2020 | Palm Springs                | Palm Springs            | Abraham Eugene Trent "Abe" Schlieffen | Láng Balázs     |
| 2023 |                             | Teen Wolf: The Movie    | Derek Hale                            |                 |

### Televízió
| Év        | Magyar cím               | Eredeti cím          | Szerep                                  | Megjegyzések                                                                |
| --------- | ------------------------ | -------------------- | --------------------------------------- | --------------------------------------------------------------------------- |
| 2003–2007 | Hetedik mennyország      | 7th Heaven           | Martin Brewer                           | főszerep (8-11. évad)                                                       |
| 2007      | CSI: Miami helyszínelők  | CSI: Miami           | Shawn Hodges                            | 1 epizód                                                                    |
| 2007      | A dühöngő grizzly        | Grizzly Rage         | Wes Harding                             | - tévéfilm - magyar hangja Láng Balázs                                      |
| 2009      | Castle                   | Castle               | Dylan Fulton                            | 1 epizód                                                                    |
| 2009      |                          | Lincoln Heights      | Tad                                     | 2 epizód                                                                    |
| 2009      | A pasifaló               | My Boys              | Owen Scott                              | 1 epizód                                                                    |
| 2011–2017 | Teen Wolf – Farkasbőrben | Teen Wolf            | Derek Hale                              | - főszerep (1–4. évad) - vendégszerep (6. évad) - magyar hangja Láng Balázs |
| 2013      |                          | The Sticks           | Clark Russell                           | tévéfilm                                                                    |
| 2016–2019 | Supergirl                | Supergirl            | Kal-El / Clark Kent / Superman          | 6 epizód                                                                    |
| 2017      |                          | Hollywood Game Night | önmaga                                  | 1 epizód                                                                    |
| 2018–2019 | Flash – A Villám         | The Flash            | Kal-El / Clark Kent / Superman          | 2 epizód                                                                    |
| 2018–2020 | A zöld íjász             | Arrow                | Kal-El / Clark Kent / Superman          | 2 epizód                                                                    |
| 2019      | Másik élet               | Another Life         | Ian Yerxa                               | - visszatérő szerep - magyar hangja Simon Kornél                            |
| 2019      | Batwoman                 | Batwoman             | Kal-El / Clark Kent / Superman          | 1 epizód                                                                    |
| 2019      |                          | Match Game           | önmaga                                  | 1 epizód                                                                    |
| 2020      | A holnap legendái        | Legends of Tomorrow  | Kal-El / Clark Kent / Superman          | 1 epizód                                                                    |
| 2021–2024 | Superman és Lois         | Superman & Lois      | Kal-El / Clark Kent / Superman, Bizarro | - főszerep - magyar hangja Szatory Dávid                                    |